# 拉热斯 (圣卡塔琳娜州)
拉热斯（葡萄牙語：Lages）是巴西圣卡塔琳娜州的一个市镇。总面积2644.313平方公里，总人口161583人，人口密度61.1人/平方公里。